# Vincent Coleman
Vincent Coleman est un acteur américain né le 16 février 1900 en Louisiane et mort le 26 octobre 1971 à Los Angeles (Californie).

## Biographie
Vincent Coleman commence sa carrière très jeune, au théâtre avec la troupe de Cecil Spooner, au cinéma dès 1912 dans le film The Junior Officer de Frank Montgomery, où il joue face à Hobart Bosworth et Camille Astor. Il jouera d'ailleurs les adolescents dans plusieurs productions de la Fox, ou de Goldwyn Pictures Corporation, First National ou encore Paramount.
Au début des années 1920, les producteurs d'Hollywood voient en lui un Américain type, capable de contrecarrer la mode des "Latin lovers" comme Ramón Novarro ou Rudolf Valentino. Hélas en 1923 Coleman joue Hérode dans le Salomé de Malcolm Strauss, qui va s'avérer être un gouffre financier. Il se retire du cinéma à 22 ans et consacre alors sa carrière au théâtre.

## Filmographie
- 1912 : The Junior Officer de Frank Montgomery
- 1918 : The Scarlet Trail de John S. Lawrence : Bob Grafton
- 1918 : The Prodigal Wife de Frank Reicher : Victor Middleton
- 1919 : Should a Husband Forgive? de Raoul Walsh : John Carroll Jr.
- 1919 : The Law of Nature de David G. Fischer : Guy Bolton
- 1920 : For the Freedom of Ireland
- 1920 : Les Deux Compères de Roy William Neill : William Marshall
- 1920 : Les Compagnons de la nuit (Partners of the Night) de Paul Scardon : Gerald
- 1921 : Such a Little Queen de George Fawcett : Stephen de Hetland
- 1921 : La Timbale d'argent de John S. Robertson : Bob Norton
- 1921 : Princess Jones de Gustav von Seyffertitz : Arthur Forbes
- 1922 : A Game of Graft de Alexander Hall
- 1922 : Divorce Coupons de Webster Campbell : Buddy
- 1922 : Fascination de Robert Z. Leonard : Ralph Kellogg
- 1923 : The Purple Highway de Henry Kolker : Dudley Quail
- 1923 : Has the World Gone Mad! de J. Searle Dawley : le fils Adams
- 1923 : Salomé de Malcolm Strauss : Hérode